# Threads (album, Now, Now)
Threads je druhé studiové album americké indie rockové skupiny Now, Now, které vyšlo 6. března 2012. Jde o jejich první album, které bylo vydané prostřednictvím vydavatelství Trans Records, jehož zakladatel Chris Walla (Death Cab for Cutie) je dobrým přítelem a zároveň mentorem kapely.

## Seznam skladeb
Všechny skladby napsal(i) Now, Now. 
| Pořadí         | Název          | Délka |
| -------------- | -------------- | ----- |
| 1.             | The Pull       | 1:48  |
| 2.             | Prehistoric    | 3:52  |
| 3.             | Lucie, Too     | 3:43  |
| 4.             | Dead Oaks      | 1:41  |
| 5.             | Oh. Hi.        | 3:29  |
| 6.             | But I Do       | 2:51  |
| 7.             | Separate Rooms | 3:46  |
| 8.             | Thread         | 3:44  |
| 9.             | Wolf           | 4:26  |
| 10.            | School Friends | 2:53  |
| 11.            | Colony         | 4:20  |
| 12.            | Magnet         | 5:09  |
| Celková délka: | Celková délka: | 41:42 |